# Portillo (Chili)
Pour les articles homonymes, voir Portillo (homonymie).
Portillo est une station de sports d'hiver de la cordillère des Andes au Chili. La station se trouve à 2 870 mètres d'altitude sur les bords de la laguna del Inca. Elle compte 35 pistes de ski alpin, desservies par 14 remontées mécaniques.

## Histoire
Il s'agit de la plus ancienne station de ski d'Amérique du Sud, sa création coïncidant avec la volonté de nombreux alpinistes de gravir les sommets de la cordillère des Andes. Les premiers plans remontent aux années 1930. La construction débute en 1942 et le domaine skiable ouvre en 1949. Mais la mise en place d'une réelle station de ski ne prend forme qu'en 1961 grâce à la volonté des américains Bob Purcell et Dick Aldrich.
Plusieurs remontées mécaniques situées sur le versant occidental de la vallée sont détruites par des avalanches en 1965 et sont reconstruites à temps pour permettre à Portillo d'accueillir les Championnats du monde de ski alpin 1966 au mois d'août.
L'année 1966 reste une date phare pour la station qui accueille les Championnats du monde de ski alpin, première et unique fois où ces championnats se déroulent sur ce continent sud-américain. Ces championnats voient entre autres les victoires françaises de Jean-Claude Killy, Marielle Goitschel, Annie Famose ou Guy Périllat. Durant ces championnats, les skieurs et skieuses de l'équipe de France, gagnèrent seize médailles sur les vingt-quatre possibles.

## Accès
La station se trouve dans la région de Valparaíso, province de Los Andes (Chili), commune de Los Andes. À environ 210 km de la côte de l'océan Pacifique, et à environ 150 km de la capitale. À partir de Santiago de Chile, on y accède par la route 57 (es) jusqu'à Los Andes puis par la route 60 (en) en direction de l'Argentine. Juste avant d'y accéder la route forme un ensemble de dix-sept virages en épingle à cheveux qui fait monter de plus de 500 mètres sur une distance horizontale de point à point de 900 mètres.